# Let ČSA 001
Let ČSA č. 001 na trase Praha-Bratislava se strojem Il-18 registrace OK-NAB skončil dne 28. července 1976 pádem letounu do vody v rekreačním areálu Zlaté piesky v Bratislavě. Jedná se o nejtragičtější leteckou nehodu ČSA na území Československa, při které zahynulo 76 osob. Byla to poslední z velkých leteckých katastrof, které postihly tuto společnost v 60. a 70. letech 20. století. Někdy bývá chybně uváděna jako nehoda ČSA s nejvyšším počtem obětí. Tou byl ve skutečnosti náraz do terénu nočního letu ČSA č. 540, stroj Il-62, OK-DBF, při kterém přišlo o život 20. srpna 1975 nedaleko syrského Damašku 126 osob.

## Letoun
Letoun registrace OK-NAB „Košice“ byl 84místný, čtyřmotorový turbovrtulový letoun sovětské výroby, Iljušin Il-18B. Spolu s OK-NAA byl součástí první dodávky letounů tohoto typu – do flotily ČSA byl zařazen v lednu 1960, v době nehody byl tedy v provozu 16 let. Il-18 byl obecně považován za velmi spolehlivý stroj, který měl velké rezervy ve všech směrech, což umožňovalo pilotům nedodržovat některá letová nařízení. Jako většina vrtulových letounů měl i Il-18 systém automatického praporování vrtulí při poruše nebo při překročení záporného tahu kteréhokoliv motoru. V takovém případě se pak listy příslušné vrtule natočily tak, aby letadlo brzdily co nejméně a stroj mohl bezpečně pokračovat v letu. Díky tomu dokázal Il-18 udržovat hladinu, popř. mírně stoupat i za letu pouze na dva motory, a samozřejmě mohl v tomto stavu i přistát. Blížící se okamžik automatického praporování byl při brzdění pomocí nízkých otáček motorů signalizován červenými signálkami.
V předvečer kritického dne se letoun vrátil z Tripolisu, přičemž posádka do knihy závad uvedla chybné problikávání této signálky u motoru č. 4. Protože na zemi se porucha neprojevila a ani se ji nepodařilo nijak vyvolat, letěl v osudné ráno v kokpitu stroje i mechanik, aby pozoroval, zda se chyba opakovaně vyskytne, případně identifikoval její příčinu.

## Let

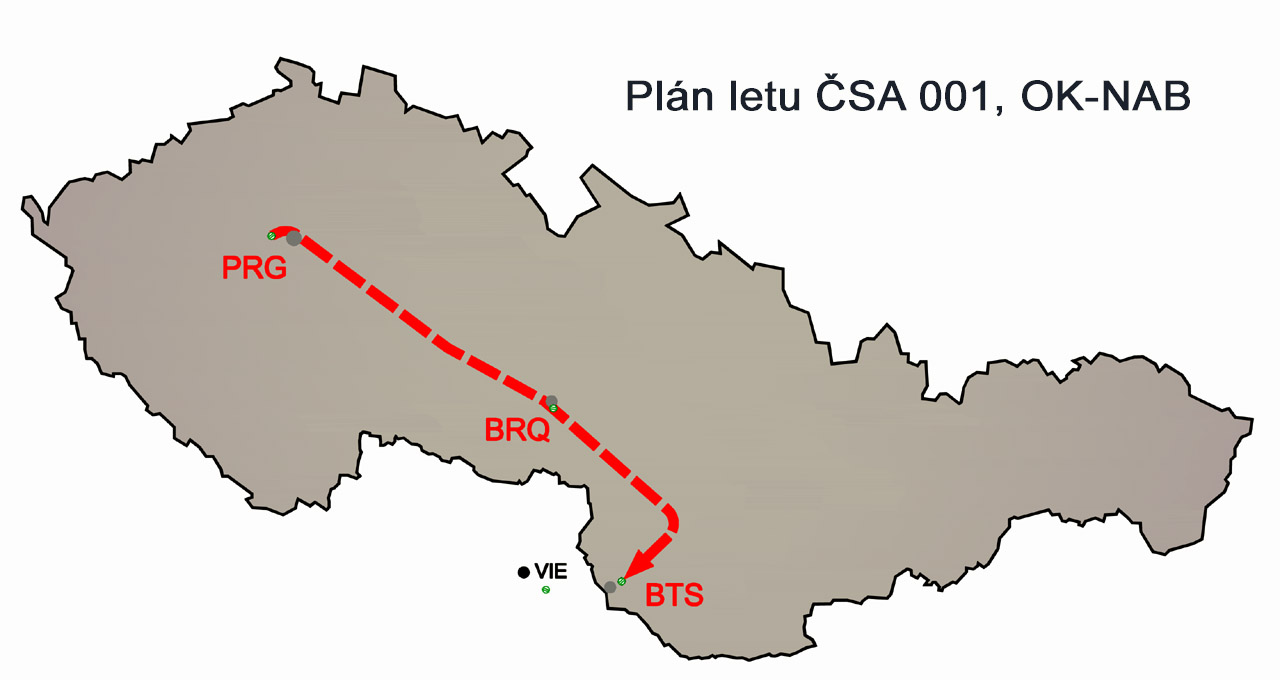
Plán letu ČSA 001 OK-NAB

Letoun startoval z letiště Praha-Ruzyně v 8:52 hod., s cílovým letištěm Bratislava-Ivanka (dnes letiště M. R. Štefánika) po trase Praha-Polná-Brno-Hodonín-Kostolany-Bratislava. Na palubě letounu se nacházelo 69 platících cestujících, 4 spolucestující (zaměstnanci ČSA), čtyřčlenná posádka a 2 palubní průvodčí – celkem 79 osob. Až po Kostolany probíhal let bez zvláštních událostí. V 9:29 hod dostala posádka instrukce k přiblížení a v 9:35 hod povolení k přistání na VPD 22.

## Nehoda

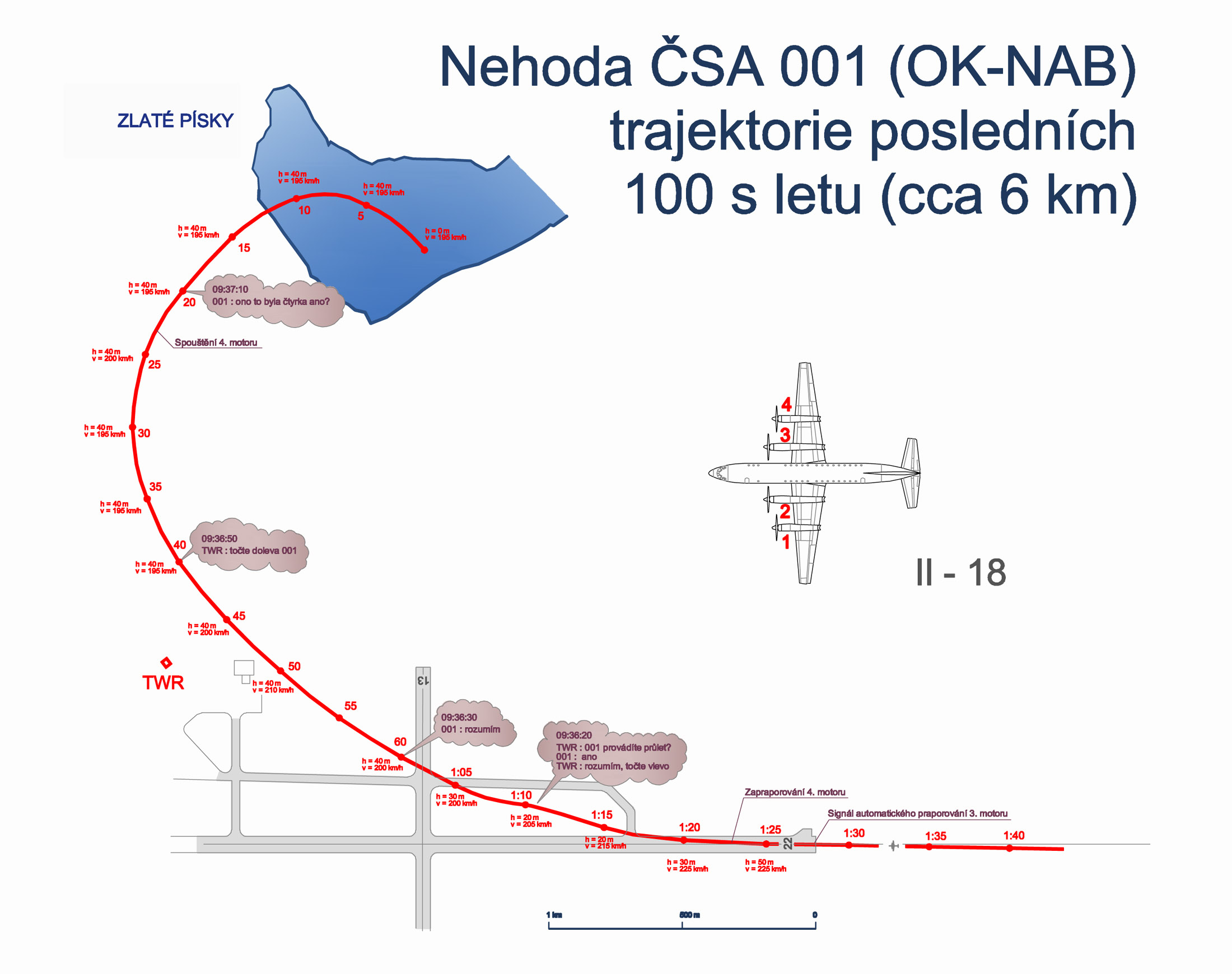
Trajektorie letu OK-NAB

K letecké nehodě došlo následovně. Povolení k zahájení klesání nepřišlo včas, v té době se už letoun nacházel poměrně vysoko nad sestupovou rovinou. Za této situace bylo předepsaným postupem sklesat kroužením, s následným standardním přiblížením. Kapitán se však místo toho rozhodl k strmému klesání přímo na VPD 22. Rychlost klesání dosahovala až 22 m/s, přičemž povoleno bylo nejvíce 15 m/s a standardní hodnota byla 10 m/s. Aby při tak prudkém klesání nenarostla příliš rychlost (standardní hodnota byla cca 270 km/h, ve skutečnosti dosahovala až 435 km/h), stáhla posádka plynové páky až na pozemní volnoběh (!) a vztlakové klapky vysunula z nuly přímo na plnou výchylku.
Následkem intenzivního brzdění pomocí listů vrtulí, nastavenými pro záporný tah, došlo u 3. motoru k automatickému zapraporování a vypnutí. V takovém případě bylo povinností palubního mechanika ručně vrátit příslušný ovládač do vypnuté polohy (automatika jej sama nepřestavila). Snad s ohledem na závadu, uváděnou předchozí posádkou, se však mechanik dopustil závažné chyby, když omylem vypnul 4. motor, takže letoun se krátce před prahem dráhy ocitl s oběma nepracujícími motory na pravé straně. Situaci komplikovalo navíc i to, že během těchto událostí se letadlo ocitlo pod sestupovou rovinou, takže zbývajícím motorům bylo třeba zvýšit tah, aby letoun udržel dostatečnou výšku i při vysunutých podvozcích a plných vztlakových klapkách. V důsledku toho se ale v prostoru prahu VPD 22 začal stroj stáčet i při plné výchylce kormidla mírně doprava, a kapitán se místo nejistého přistání rozhodl k opakování okruhu. Přes instrukce z věže, aby točil vlevo (na stranu pracujících motorů) začal letoun provádět pravou zatáčku. Na malé výšce minul řídicí věž a blížil se k vodní ploše. V této chvíli se posádka dopustila poslední chyby – pokusila se nahodit motor č. 4, čímž výrazně narostl odpor vzduchu, letoun ještě více ztratil rychlost, zvýšil se boční náklon a po ztrátě vztlaku stroj dopadl v čase 9:37:30 hod. do jezera v rekreačním areálu Zlaté piesky. Při nárazu o vodní hladinu se oddělila křídla, trup se rozlomil na dvě části, přední část klesla ke dnu a zadní plavala a vyčnívala koncem ocasní částí nad hladinu.

## Záchranné práce
Záchranné práce byly zahájeny prakticky okamžitě. V letounu přežilo několik zraněných cestujících, ale nebyli schopni opustit letoun, který měl dveře zanořené pod hladinou. Boucháním a voláním se jim ale podařilo upoutat pozornost a záchranáři nejprve sekyrami a později motorovou pilou vyřízli do trupu otvor, kterým vyprostili 4 cestující. Údajně vyplavali ještě další dva cestující z ponořených částí. V tomto ohledu se vyskytují poněkud nejasné informace, nakonec ale zřejmě definitivně přežili 3 cestující (bývá uváděno i číslo 2) – dva Pražané a jeden Francouz. Trup se pomalu potápěl a přibližně v 15:20 hod. zmizel celý pod hladinou. Na záchranných pracích se podíleli také sportovní potápěči Svazarmu, žádného žijícího člověka však neobjevili.

## Pasažéři
V tomto letadle měl sedět také slovenský zpěvák Pavol Hammel, který se ale po předchozí oslavě dostavil na letiště (dle vlastních slov) poněkud unaven. Následně se mu podařilo v letištní hale usnout, a nevzbudilo ho ani několikeré upozornění na „last call“ místním rozhlasem. Díky tomu se, jak sám prohlásil v pořadu Karla Šípa Všechnopárty, vysílaném na České televizi dne 27. dubna 2012, podruhé narodil, neboť se probudil až po odletu letadla.

## Vyšetřování
Po vyzvednutí černé skříňky a provedení potřebných šetření a expertiz označili vyšetřovatelé jako hlavní příčiny nehody nedodržení základních ustanovení Provozní příručky a chyby v technice pilotáže ve fázi přiblížení, zejména:
- použití zpětného tahu motorů ve výšce pod 1000 m
- nesprávná manipulace s pákami přípustí vnitřních motorů
- snížení rychlosti v konečné fázi konečného přiblížení pod přípustnou mez
- mylné praporování vrtule 4. motoru
- nenaklonění letadla na stranu pracujících motorů
- bezprostřední příčinou pádu letadla byl pokus o spuštění motoru při malé rychlosti na malé výšce

## Záznam komunikace
Záznam komunikace věže a letadla.

(001 – let ČSA 001, TWR – věž)
09:36:20
- TWR: 001 Making overshoot? /001, provádíte průlet?/
- 001: Affirmative /ano/
- TWR: Roger, left turn /rozumím, točte vlevo/

09:36:30
- 001: Roger /rozumím/

09:36:50
- TWR: Left turn 001! /točte vlevo!/
- 001: …… (nepotvrdil)

09:37:10
- 001: Ono to byla štyrka ano… (někým z posádky omylem zmáčknuté tlačítko vysílání místo interkomu)

## Další informace
Ohledně letecké havárie se objevily i některé další informace.
Jedním ze tří zachráněných osob byl i tenkrát jednatřicetiletý Jaromír Kratochvíl. Velkou zásluhu na jeho přežití měli bratislavští lékaři, kteří neprodleně zajistili z vídeňské nemocnice vzácné krevní deriváty s ohledem na jeho málo obvyklou krevní skupinu a vrozenou hemofilii. Po třiceti letech poskytl Kratochvíl médiím několik rozhovorů, ve kterém vylíčil události odlišně od oficiální verze, dramatičtěji a se zřetelným politickým podtextem. Podle jeho verze došlo k požáru jednoho z motorů už 20 minut po startu z Ruzyně, rozespalí cestující (tou dobou mělo být kolem čtvrt na deset) však tomu nevěnovali pozornost. Pilot měl požádat o nouzové přistání v Brně-Tuřanech, kde ho však odmítli z důvodu přítomnosti vietnamské delegace, letiště Vídeň nabídlo že letoun přijme, to však z politických důvodů nemělo být žádoucí, a tak nakonec byli nuceni letět až do Bratislavy (vzdálenost obou letišť od Brna je ve skutečnosti stejná, 116 km).
Podle dokumentárního filmu České televize ovšem není jasné, jak by se řadový cestující (podle svého prohlášení seděl v ocase na posledním sedadle napravo) mohl dovědět podrobnosti o dění v kokpitu, ani to, jak by ve Vídni mohli reagovat na problémy letadla, pokud by komunikace neprobíhala na nouzové frekvenci. Rovněž není podle tohoto filmu zřejmé, proč by se Il-18 teprve po 20 minutách letu nevrátil zpět do Prahy, kde měl zajištěný servis, a místo toho usiloval o přistání v Brně, ani proč by se měl pilot s porouchaným strojem pokoušet o tak nestandardní přiblížení na cílovém letišti.